# 南多摩西部建設事務所
東京都南多摩西部建設事務所（とうきょうとみなみたませいぶけんせつじむしょ）は、東京都の管理する南多摩地域のうち、八王子市と日野市の区域内の道路（都道と東京都管理の国道）と河川についての、整備と維持を主な業務としている。東京都建設局（英称：Tokyo Metropolitan Government Bureau of Construction）所属の行政機関である。略称は南西建（なんせいけん）である。

## 分掌事務
1. 道路、河川及び公園緑地に関すること[1][2]。
2. 土木に関すること[1][2]。

## 道路
当事務所が管理する道路は、都道29路線と国道1路線（国道411号・滝山街道）である。国管理の国道16号（東京環状）、国道20号（甲州街道）、首都圏中央連絡自動車道（圏央道）ならびに中日本高速道路管理の中央自動車道などの広域的な幹線道路と連携し、管内の都道は道路ネットワークを形成している。
- 管理内容[3]
  - 道路の区域決定及び供用開始
  - 道路占用
  - 道路の一時使用届
  - 道路上工事の調整事務
  - 道路台帳
  - 土地境界確認・確定
  - 道路監察
  - 東京ふれあいロード・プログラム
  - 特殊車両の通行認定
- 道路管理[4]
  - 道路維持
  - 橋梁の長寿命化
  - 橋梁維持
  - 路面補修
  - 街路樹の充実と保全
  - 電線類地中化の推進
  - 道路の災害防除
  - 連続降雨量による道路通行規制区間
- 道路維持[4]

道路巡回パトロールを計画的・定期的に実施し、路面等の異常箇所の早期発見と対応に努めている。また、街路樹の維持、道路照明の保守、路面の清掃など、日常の維持作業は民間会社と契約し実施している。

## 河川
当事務所が管理する河川は、八王子市と日野市を流れる多摩川水系の18河川である。これらの河川は高低差のある地形を流れ、河床勾配は急で、河道の洗掘が随所で見られる。
- 管理内容[3]
  - 河川の占用・使用許可（河川法）
  - 河川区域（河川法）
  - 河川保全区域（河川法）
  - 砂防指定地（東京都砂防指定地等管理条例）
  - 急傾斜地崩壊危険区域指定箇所（急傾斜地の崩壊による災害の防止に関する法律）
  - 土砂災害警戒区域・特別警戒区域（土砂災害防止法）
  - 土地境界確認・確定
  - 河川監察
- 河川管理[5] 護岸の老朽化や天然護岸の浸食による崩壊及び流水による洗掘等が原因で発生する災害を未然に防止するため、河川防災工事や河川維持工事を行っている。
  - 河川防災工事は2017年（平成29年）度に南浅川で実施し、2018年（平成30年）度からは、損傷により被害が甚大となる可能性のある谷地川、川口川、湯殿川について優先対策河川と位置づけ、計画的に実施している。
  - 河川維持工事は管内18河川で維持・補修を行うとともに、河川敷・管理用通路等の草刈・除草や、河道の清掃等を適宜実施している。

## 河川美化啓蒙活動
当事務所と八王子市館清掃事業所は、小学校の総合授業の一貫で湯殿川実地観察を続ける八王子市立横山第一小学校、八王子市立椚田小学校、八王子市立館小学校と連携し、児童制作のポスターを湯殿川のフェンスに通年掲示するなどの啓蒙活動を長年にわたり続けている。

## アクセス
- 中央本線八王子駅（北口） 徒歩10分
- 京王八王子駅 徒歩5分

## 八王子市と日野市を流れる多摩川水系18河川
八王子市の河川

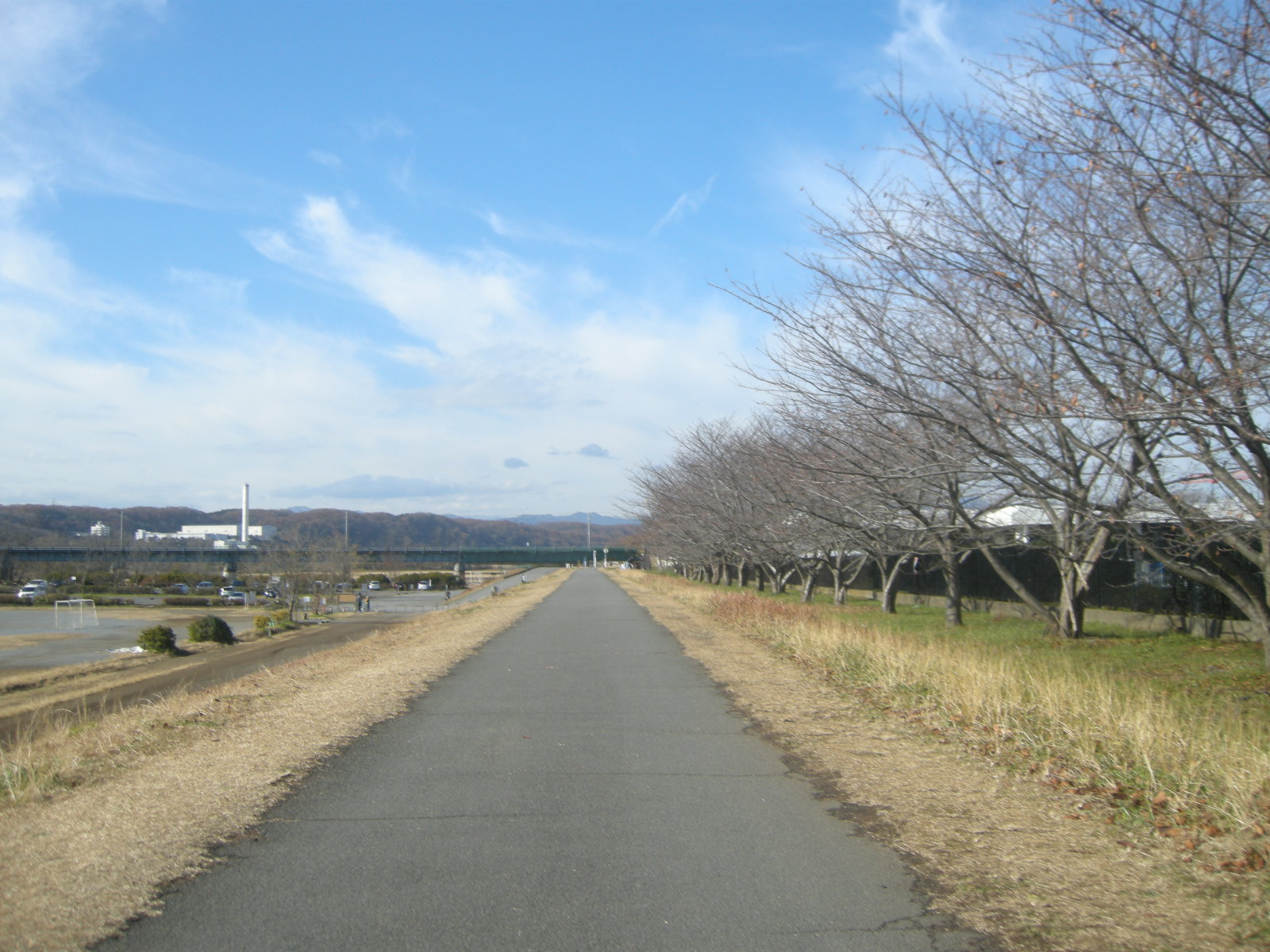
多摩川サイクリングロード

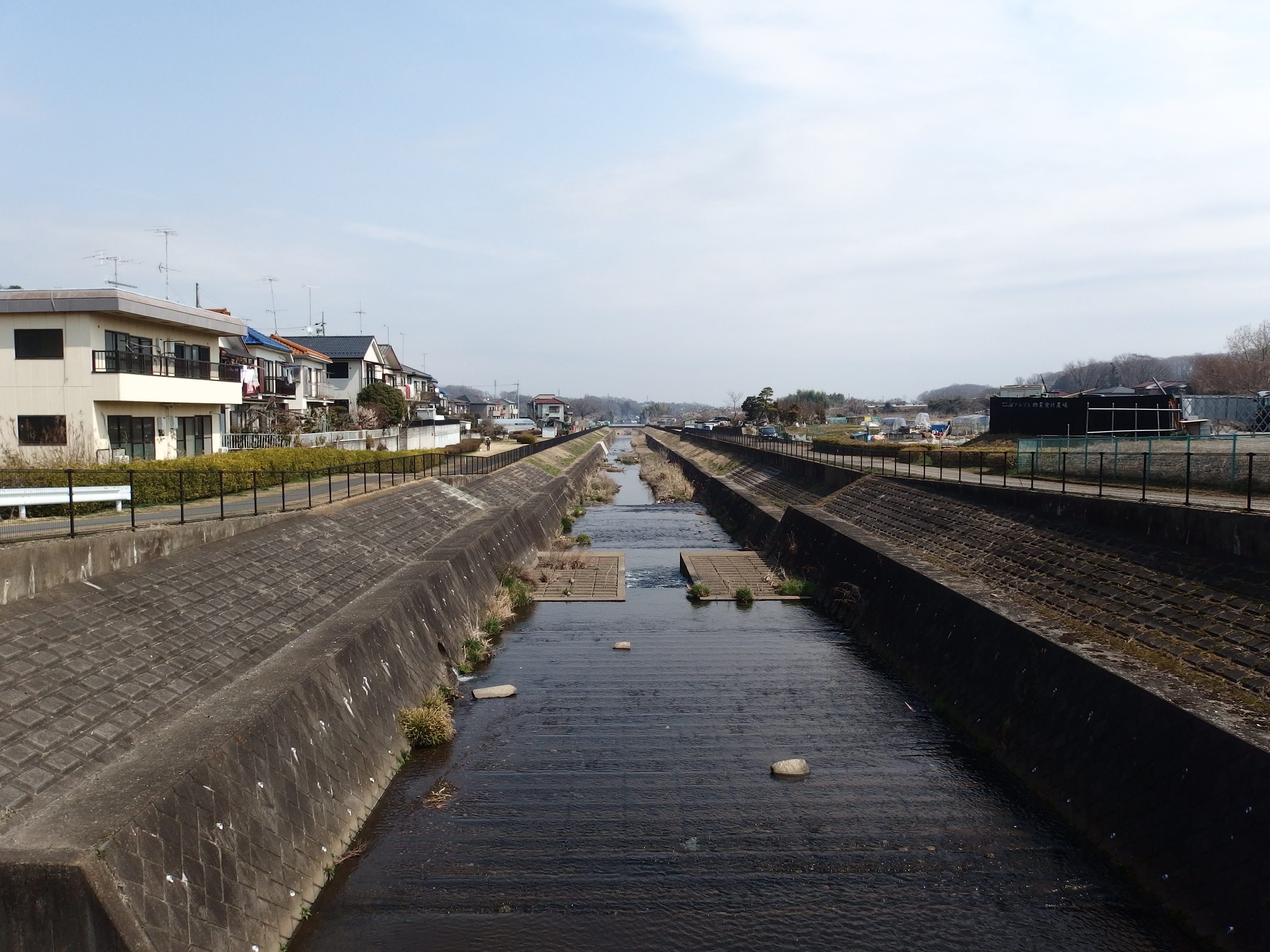
湯殿川

- 谷地川 (東京都) 滝山街道脇を流れる。多摩川水系
- 浅川 (東京都) 陣馬街道脇を流れる川
- 川口川 川口町を流れる。浅川支流
- 醍醐川 醍醐林道脇を流れる川
- 南浅川 元八王子町を流れる。浅川（北浅川）支流。（自転車レーンのある浅川ゆったりロード整備[7]）
- 案内川 甲州街道脇を流れる川
- 山田川 山田町を流れる
- 城山川 元八王子を流れる。浅川（南浅川）支流
- 御霊谷川 元八王子を流れる。城山川支流
- 大沢川 川町を流れる川
- 湯殿川 館町を流れる。浅川（南浅川）支流
- 兵衛川 みなみ野を流れる。湯殿川支流
- 小津川 小津町を流れる川
- 山入川 美山町を流れる川
- 大丸谷戸川 野猿街道わきを流れる川
- 大田川 (東京都) 多摩ニュータウン通り脇を流れる川

日野市の河川
- 多摩川
  - 浅川
  - 谷地川
  - 程久保川

### 著名な湯殿川や浅川に接する陵墓・施設
- 多摩森林科学園 森林総合研究所
- 武蔵陵墓地（むさしりょうぼち）、昭和天皇陵が造営される以前は多摩御陵（たまごりょう）と称していた。
- 陵南公園（りょうなんこうえん）は、武蔵陵墓地の南側にあることが名称の由来で、1964年東京オリンピックの自転車競技場跡地。

### ほたるの湯殿川岸に位置する学校
- 八王子市立横山第一小学校 美化啓蒙ポスター参加校（湯殿川画像を併用する）
- 八王子市立椚田中学校 美化啓蒙ポスター参加校（湯殿川画像を併用する）
- 八王子市立打越中学校
- 八王子市立長沼小学校
- 八王子市立由井第一小学校
- 八王子市立由井第三小学校（湯殿川画像を併用する）

### 管内の主な都道・国道
- 東京都道7号杉並あきる野線（五日市街道）
- 東京都道41号稲城日野線（川崎街道）北野街道
- 東京都道46号八王子あきる野線（高尾街道）
- 東京都道59号八王子武蔵村山線
- 国道411号（滝山街道）
- 東京都道149号立川日野線
- 東京都道162号三ツ木八王子線
- 東京都道166号瑞穂あきる野八王子線
- 東京都道169号渕上日野線（新滝山街道）
- 東京都道176号楢原あきる野線
- 国道16号（八王子バイパス）東京環状
- 町田街道：絹の道の八王子街道（神奈川往還）の一部
- 野猿街道 鎌倉街道